# Antonio Numai (scrittore)
Antonio Numai (Forlì, ... – 1602) è stato uno scrittore e umanista italiano.

## Biografia
Antonio Numai apparteneva a un'antica famiglia ghibellina forlivese. Suo padre Simone era commissario generale dell'esercito pontificio. Segretario del duca di Sora Giacomo Boncompagni, figlio del futuro Gregorio XIII e mecenate di eruditi e letterati, Numai fu uno dei membri fondatori dell'Accademia dei Filergiti. Morì nel 1602.

## Opere
Antonio Numai fu il primo a tradurre in lingua italiana i Politicorum libri sex di Giusto Lipsio. La traduzione, dedicata al cardinale François de Joyeuse, fu pubblicata a Roma nel 1604 da Guglielmo Facciotti, uno dei più prolifici stampatori romani, strettamente legato alla Curia pontificia. Numai tradusse in volgare anche la prima delle Historiarum decades di Flavio Biondo e il De regno Italiae di Carlo Sigonio, la cui proprietà letteraria era stata rivendicata dal duca di Sora subito dopo la morte dell'autore nel 1584.